# Shino Shimoji
Shino Shimoji (下地 紫野 Shimoji Shino?, Okinawa, 4 de junio de 1993) es una cantante y seiyū japonesa afiliada a Aoni Production. Debutó como cantante en el 2016 interpretando el tema de apertura de Stella no Mahō.

## Filmografía
Los papeles principales están en negrita

### Anime

#### Series de televisión
| Año  | Título                                                                        | Rol                     | Refs.         |
| ---- | ----------------------------------------------------------------------------- | ----------------------- | ------------- |
| 1999 | One Piece                                                                     | Shin Jaiya              | [ 3 ] [ 4 ]   |
| 2012 | Aikatsu!                                                                      | Akari Ōzora             | [ 5 ]         |
| 2014 | Abarenbō Rikishi!! Matsutarō                                                  | Yuri                    | [ 3 ] [ 4 ]   |
| 2015 | The iDOLM@STER Cinderella Girls                                               | Yuka Nakano             | [ 3 ] [ 4 ]   |
| 2015 | Sengoku Musou                                                                 | Suzu                    | [ 3 ] [ 4 ]   |
| 2015 | The iDOLM@STER Cinderella Girls 2nd Season                                    | Yuka Nakano             | [ 3 ] [ 4 ]   |
| 2016 | Aikatsu Stars!                                                                | Akari Ōzora             | [ 3 ] [ 4 ]   |
| 2016 | Stella no Mahō                                                                | Marika Shimizu          | [ 2 ]         |
| 2017 | Seiren                                                                        | Tōru Miyamae            | [ 6 ]         |
| 2017 | Kemono Friends                                                                | American Beaver         | [ 3 ] [ 4 ]   |
| 2017 | Battle Girl High School                                                       | Shiho Kunieda           | [ 7 ]         |
| 2017 | Isekai Shokudō                                                                | Ranaa                   | [ 3 ] [ 4 ]   |
| 2017 | Yōkoso Jitsuryoku Shijō Shugi no Kyōshitsu e                                  | Kokoro Inogashira       | [ 3 ] [ 4 ]   |
| 2017 | Cinderella Girls Gekijou 2nd Season                                           | Yuka Nakano             | [ 3 ] [ 4 ]   |
| 2018 | Pop Team Epic                                                                 | Joseph                  | [ 3 ] [ 4 ]   |
| 2018 | Hakumei to Mikochi                                                            | Mikochi                 | [ 8 ]         |
| 2018 | Beatless                                                                      | Saturnus                | [ 9 ]         |
| 2018 | GeGeGe no Kitarō                                                              | Mikoto Onozaki          | [ 3 ] [ 4 ]   |
| 2018 | Tada-kun wa Koi wo Shinai                                                     | Alexandra Magritte      | [ 10 ]        |
| 2019 | Boogiepop wa Warawanai                                                        | Kei Niitoki             | [ 11 ]        |
| 2019 | Aikatsu on Parade!                                                            | Akari Ōzora             | [ 3 ] [ 4 ]   |
| 2021 | Shadows House                                                                 | Shirley y Ram           | [ 12 ]        |
| 2021 | Vanitas no Carte                                                              | Lucius "Luca" Oriflamme | [ 13 ]        |
| 2021 | Selection Project                                                             | Mako Toma               | [ 14 ]        |
| 2021 | Isekai Shokudō 2                                                              | Ranaa                   | [ 3 ] [ 4 ]   |
| 2021 | Sekai Saikō no Ansatsusha, Isekai Kizoku ni Tensei Suru                       | Maha                    | [ 15 ]        |
| 2021 | Gyakuten Sekai no Denchi Shōjo                                                | Yakumo Kamizuru         | [ 16 ]        |
| 2022 | Vanitas no Carte Part 2                                                       | Lucius "Luca" Oriflamme | [ 3 ] [ 4 ]   |
| 2022 | Seiken Densetsu: Legend of Mana - The Teardrop Crystal                        | Corona                  | [ 17 ]        |
| 2022 | Yōkoso Jitsuryoku Shijō Shugi no Kyōshitsu e 2nd Season                       | Kokoro Inogashira       | [ 18 ]        |
| 2022 | Akiba Maid Sensō                                                              | Bear Ace Maid           | [ 19 ]        |
| 2022 | Yowamushi Pedal: Limit Break                                                  | Tsubasa Ashikiba        | [ 20 ]        |
| 2022 | Renai Flops                                                                   | Ubukata                 | [ 21 ]        |
| 2022 | Fumetsu no Anata e Season 2                                                   | Anna                    | [ 22 ]        |
| 2023 | Isekai Nonbiri Nōka                                                           | Lu Lulucy               | [ 23 ]        |
| 2023 | Tōsōchū: Great Mission                                                        | Rabbi / Raccoon Dog Man | [ 24 ]        |
| 2023 | World Dai Star                                                                | Hikari Yonaguni         | [ 25 ]        |
| 2023 | Sukinako ga Megane wo Wasureta                                                | Narumi Someya           | [ 26 ]        |
| 2023 | Shy                                                                           | Teru Momijiyama/Shy     | [ 27 ]        |
| 2024 | Yōkoso Jitsuryoku Shijō Shugi no Kyōshitsu e 3rd Season                       | Kokoro Inogashira       | [ 28 ]        |
| 2024 | Chiyu Mahō no Machigatta Tsukai-kata                                          | Beth                    | [ 29 ]        |
| 2024 | Momochi-san Chi no Ayakashi Ōji                                               | Takamura Nachi (niño)   | [ 30 ]        |
| 2024 | Shaman King: Flowers                                                          | Seyram Munzer Asakura   | [ 31 ]        |
| 2024 | Shūmatsu Train Doko e Iku?                                                    | Kesshi                  | [ 32 ]        |
| 2024 | Shy 2nd Season                                                                | Teru Momijiyama/Shy     | [ 33 ] [ 34 ] |
| 2024 | Shinmai Ossan Bōkensha, Saikyō Party ni Shinu Hodo Kitaerarete Muteki ni Naru | Angelica Diarmuit       | [ 35 ]        |
| 2025 | Okinawa de Suki ni Natta Ko ga Hōgen Sugite Tsurasugiru                       | Yae Agena               | [ 36 ]        |
| 2025 | Tai Ari Deshita: Ojō-sama wa Kakutō Game Nante Shinai                         | Tamaki Ichinose         | [ 37 ]        |

#### Películas
| Año  | Título                                                        | Rol            | Refs.       |
| ---- | ------------------------------------------------------------- | -------------- | ----------- |
| 2014 | Aikatsu! Movie                                                | Akari Ōzora    | [ 3 ] [ 4 ] |
| 2015 | Aikatsu! Music Award: Minna de Shou wo MoracchaimaShow!       | Akari Ōzora    | [ 3 ] [ 4 ] |
| 2015 | Girls und Panzer Movie                                        | Aki            | [ 38 ]      |
| 2016 | Kaze no Matasaburō Movie                                      | Kame           | [ 3 ] [ 4 ] |
| 2017 | Girls und Panzer: Saishuushou Part 1                          | Aki            | [ 3 ] [ 4 ] |
| 2018 | Non Non Biyori Movie: Vacation                                | Aoi Nizato     | [ 39 ]      |
| 2019 | Girls und Panzer: Saishuushou Part 2                          | Aki            | [ 3 ] [ 4 ] |
| 2021 | Girls und Panzer: Saishuushou Part 3                          | Aki            | [ 3 ] [ 4 ] |
| 2022 | Aikatsu! 10th Story: Mirai e no Starway                       | Akari Ōzora    | [ 40 ]      |
| 2023 | Aikatsu! 10th Story: Mirai e no Starway (2023)                | Akari Ōzora    | [ 41 ]      |
| 2023 | Girls & Panzer: Saishūshō Part 4                              | Aki            | [ 42 ]      |
| 2024 | Love Live! Nijigasaki Gakuen School Idol Dōkōkai Kanketsu-hen | Koito Ishimine | [ 43 ]      |

#### ONAs
| Año  | Título                               | Rol            | Refs.       |
| ---- | ------------------------------------ | -------------- | ----------- |
| 2018 | Super Dragon Ball Heroes             | Lagss          | [ 3 ] [ 4 ] |
| 2019 | Knights of the Zodiac: Saint Seiya   | Esmeralda      | [ 44 ]      |
| 2022 | Umayuru                              | Nakayama Festa | [ 45 ]      |
| 2023 | Nanatsu no Taizai: Ensa no Edinburgh | Kurumiru       | [ 46 ]      |

#### OVAs
| Año  | Título                     | Rol         | Refs. |
| ---- | -------------------------- | ----------- | ----- |
| 2022 | Non Non Biyori Nonstop OVA | Aoi Niizato | [ 4 ] |

### Videojuegos
- The Idolmaster Cinderella Girls: Starlight Stage como Yuka Nakano
- Ys VIII: Lacrimosa of Dana como Quina
- Xenoblade Chronicles 2 como Pyra y Mythra
- Dynasty Warriors 9 como Xin Xianying
- Valkyria Chronicles 4 como Ruch[47]
- Xenoblade Chronicles 2: Torna – The Golden Country como Mythra
- GOD EATER 3 como Voz personalizada femenina #7
- Master of Eternity como Kana
- Azur Lane como USS Georgia
- Arknights como Myrtle
- Tales of Arise como Shionne
- Digimon Survive como Floramon
- Super Smash Bros. Ultimate como Pyra y Mythra
- Tsukihime -A piece of blue glass moon- como Akiha Tohno
- Counter:Side como Xiao Lin
- Dead or Alive Xtreme Venus Vacation como Shandy

### Doblaje
- Pet Sematary como Ellie Creed (Jeté Laurence)[48]